# Lucas Bacmeister (Theologe, 1570)
Lucas Bacmeister, genannt der Jüngere, auch Backmeister, Bacmeisterus (* 2. November 1570 in Rostock; † 12. Oktober 1638 in Güstrow) war ein deutscher lutherischer Theologe.

## Leben
Geboren als Sohn des Lucas Bacmeister (der Ältere, 1530–1608) und seiner Frau Johanna Bording (1544–1584), Tochter des Rostocker Medizinprofessors und dänischen Leibarztes Jacob Bording, stammte er von der traditionsreichen Bacmeister-Familie ab, die überall in Europa ihre Spuren hinterließ. Nach dem Schulbesuch in seiner Heimatstadt bezog Lucas Bacmeister 1587 zunächst die Universität Rostock und dann die Universität Straßburg, wo er drei Jahre studierte. Danach unternahm er eine Reise durch die Schweiz, den Elsass und Oberdeutschland.
Er besuchte die Universität Heidelberg, die Universität Jena, die Universität Leipzig, die Universität Wittenberg und verweilte mehrere Wochen bei Johannes Caselius an der Universität Helmstedt. Nachdem er 1590 wieder in seiner Heimatstadt angelangt war, verlegte er sich auf juristische Studien. Da jedoch sein Bruder, ebenfalls Theologe und Professor für hebräische Sprachen Jacob Bacmeister, verstarb, bat ihn sein Vater ein theologisches Studium zu verfolgen. Zunächst erlangte er 1594 in Rostock den akademischen Grad eines Magisters der Philosophie.
Er zog dann wiederum nach Wittenberg, wo er die Vorlesungen von Ägidius Hunnius dem Älteren, Salomon Gesner und David Runge besuchte. Während dieser Zeit konnte er sich finanziell durch die Aufsicht über Herrn von Ebeleben absichern. 1597 kehrte er wieder nach Rostock zurück, begab sich 1598 mit seiner Stiefmutter Anna Vischer aus Aalst auf eine Reise nach Holland und kam an der Universität Löwen mit Justus Lipsius in Kontakt. 1599 bewilligte Herzog Ulrich von Mecklenburg für die Universität Rostock zwei weitere theologische Professuren, wovon eine Bacmeister übernahm und nach dem Tod von David Chytraeus als dritter Professor eingeführt wurde.
1604 wurde er von Herzog Karl von Mecklenburg als Superintendent von Rostock eingesetzt, promovierte im Folgejahr zum Doktor der Theologie und wurde 1612 von Herzog Hans Albrecht von Mecklenburg zum Superintendenten und Domprediger in Güstrow berufen. 1613 trat er dieses Amt an und tat sich am dortigen Hofe vor allem durch die Bekämpfung der calvinistischen Tendenzen in der Kirche ein und trat auch als Konfessionalist gegen die römisch-katholische Kirche auf und hat sich als Kirchenlieddichter betätigt. Er starb an Altersschwäche in seinem 68. Lebensjahr und wurde am 16. Oktober 1638 im Dom von Güstrow beigesetzt.

## Familie
Lucas Bacmeister heiratet in Rostock am 19. August 1601 Elisabeth Papke (1584–1638), Tochter des Bürgers und Gewandschneiders Nikolaus Papke. Aus der 38-jährigen Ehe gingen drei Söhne und drei Töchter hervor:
- Johanna Bacmeister († 1623), verheiratet mit Christoph von Herverden, Kaufmann in Stralsund
- Anna Elisabeth Bacmeister (1604–1638), verheiratet mit Petrus Willebrand (1597–1638), Magister und Pastor zu Güstrow
- Jacob Bacmeister († 1638), Student der Theologie und Philologie in Rostock
- Sara Bacmeister, verheiratet mit dem mecklenburgischen Kanzleirat Kaspar Koch
- Lucas Bacmeister (1605–1679), Prof. der Theologie an der Universität Rostock, verheiratet mit Dorothea Sasse, Tochter des Logikprofessors Peter Sasse des Älteren (1571–1641)
- Nicolaus Bacmeister (* 27. Juli 1612 in Rostock; † 28. Mai 1651 in Hildesheim), studierte Jura in Rostock und Greifswald, wurde 1640 Advokat im Herzogtum Livland, 1642 Kgl. Schwedischer Geheim-, Hof- und Kriegsrat. Er war verheiratet ab 11. Februar 1651 mit Ilsa Maria Süstermanns, Tochter des Amtmannes Friedrich Süstermanns.[4]

## Werkauswahl
- Leichpredigt/ Bey der Volckreichen und ansehnlichen Begrebnuß des Weiland Edlen/ Gestrengen und Ehrnuesten Tessen Von Parsow/ Fürstlichen Meckelnburgischen bestalten Obristen und geheimen Rath/ auff Parsow und Vpall Erbgesessen. Jochim Fueß, Rostock 1614 (Digitalisat und Volltext im Deutschen Textarchiv)
- Orationem de Jubilaeo
- In threnos Jeremiae
- Explicationem VII. psalmorum poenitentialium, necnon Ps. XVI & XXII. Explicationem typortum veteris Test
- Disputationes Theologicas 23. oppositas decretis Concilli Tridentini
- Fasciculum Quaestionum Theologicarum Disput. 13. de Lege Divana atque Decalogo. De SS. Coena contra Jo. Rhuclium Reform. Encoenia vel Renovalia Gustroviensia